# スクーティー・ランダル
アンドリュー・"スクーティー"・ランダル（Andrew "Scootie" Randall, 1990年1月5日 - ）は、アメリカ合衆国のプロバスケットボール選手である。ペンシルベニア州フィラデルフィア出身。ポジションはスモールフォワード/パワーフォワード。登録名は「アンドリュー・ランダル」
テンプル大学卒業後の2013年、bjリーグの琉球ゴールデンキングスと契約し、プロ選手となる。岩手ビッグブルズ所属だったbjリーグ 2014-15シーズンにはリーグのベストファイブに選ばれた。

## 来歴
テンプル大学では2010-11シーズンにアトランティック10カンファレンスのMIPとオナラブル・メンション（選外賞）に選ばれた 。
2013年のNBAドラフトで指名を受けなかったランダルは、2013年7月にbjリーグの琉球ゴールデンキングスに入団。琉球はランダルを「泥臭くディフェンスやリバウンドで貢献するプレイヤー」と評していた。
bjリーグ 2013-14シーズン開幕からの10試合で、1試合平均16.3得点、6.5リバウンドとの記録を残したが、チームがドゥレイロン・バーンズを獲得したことにより、岩手ビッグブルズに金銭トレードの形で放出された。当時、岩手はセンターの選手を補強する考えであったが、ランダルの放出を知ると、即戦力として活躍できるランダルの獲得に方針転換した。岩手の1試合平均得点は、ランダル加入前の8試合では69.5得点であったが、加入後18試合の平均では81.4まで増加、最終的に79.6得点に達した。
2014-15シーズンも岩手に所属。11月、平均24.1得点と活躍し、チームを10戦全勝、リーグ新記録である16連勝に導き、月間MVPを受賞した。また、1月、群馬でのオールスターゲームにブースター投票で選出されると、ゲームハイの24得点を挙げ、MIPを獲得。シーズンを通して、リーグ得点ランキング4位となる1試合平均19.7得点の記録し、ベスト5を受賞した。
2015-16シーズンはbjリーグの島根スサノオマジックに移籍。平均23.7得点を記録し、リーグ得点ランキング5位に入った。
シーズン終了後はどのチームとも契約しない状態が続いたが、2017年1月、Bリーグのサイバーダイン茨城ロボッツと選手契約を結んだ。この2016-17シーズン、ランダルは31試合に出場し、1試合平均21.0得点の記録した。
2017-18シーズン開幕後の2017年11月28日、B2の群馬クレインサンダーズと契約する。38試合に出場し平均14.9得点だった。
2018‐19シーズン途中の10月31日、再び茨城ロボッツと契約。当初は１ヶ月間の短期契約の予定だったが、12月1日にフルシーズン契約に切り替える形で再度契約した。このシーズンは45試合に出場し平均21.9得点を記録した。
2020年2月27日、香川ファイブアローズとの契約締結が発表された。背番号0。新型コロナウイルスの影響によりリーグ戦が中断されたのち、無観客で開催された3月14日・15日の愛媛戦でシーズン初出場。しかしその後リーグ戦の打ち切りが決定し、今シーズンの香川での試合出場は2試合だけに終わった。
2020-21シーズンは9月に大阪エヴェッサと契約（コロナ禍における短期契約）。10月に山形ワイヴァンズに移籍。54試合に出場し、1試合平均23.7得点でB2得点王となった。
2021-22シーズンは豊通ファイティングイーグルス名古屋に入団。B2優勝とB1昇格を達成。
2023-24シーズンは香川ファイブアローズと契約。2024年5月7日に自由交渉リストに公示された。
2024年11月7日にライジングゼファーフクオカと契約を結んだ。

## 成績
| シーズン      | チーム   | GP | GS | MPG  | FG%  | 3P%  | FT%  | RPG | APG | SPG | BPG | TO  | PPG  |
| ------------- | -------- | -- | -- | ---- | ---- | ---- | ---- | --- | --- | --- | --- | --- | ---- |
| 2013-14（bj） | 沖縄     | 10 | 0  | 25.0 | .416 | .333 | .851 | 6.5 | 2.6 | 0.9 | 0.2 | 2.0 | 16.3 |
| 2013-14（bj） | 岩手     | 44 | 5  | 23.0 | .452 | .343 | .721 | 5.5 | 2.1 | 0.8 | 0.2 | 1.9 | 14.9 |
| 2014-15（bj） | 岩手     | 52 | 52 | 30.6 | .487 | .245 | .776 | 7.4 | 2.5 | 1.3 | 0.2 | 1.9 | 19.7 |
| 2015-16（bj） | 島根     | 51 | 15 | 28.6 | .442 | .296 | .777 | 8.7 | 2.1 | 1.4 | 0.3 | 2.2 | 23.7 |
| 2016-17（B2） | 茨城     | 31 | 11 | 28.5 | .462 | .296 | .815 | 9.0 | 2.9 | 1.1 | 0.4 | 2.5 | 21.0 |
| 2017-18（B2） | 群馬     | 38 | 15 | 21.9 | .458 | .337 | .744 | 6.9 | 3.6 | 1.0 | 0.5 | 1.7 | 14.9 |
| 2018-19（B2） | 茨城     | 45 |    |      |      |      |      |     |     |     |     |     |      |
| 2019-20（B2） | 香川     | 2  | 2  |      |      |      |      |     |     |     |     |     | 19.5 |
| 2020-21（B1） | 大阪     | 4  | 1  |      |      |      |      |     |     |     |     |     | 10.2 |
| 2020-21（B2） | 山形     | 54 |    |      |      |      |      |     |     |     |     |     | 23.7 |
| 2021-22（B2） | FE名古屋 |    |    |      |      |      |      |     |     |     |     |     |      |